# Hausse (apiculture)
Pour les articles homonymes, voir Hausse.
En apiculture, la hausse est un étage supplémentaire contenant des cadres vides, avec ou sans cire gaufrée (en), que l'apiculteur ajoute sur le corps de ruche. Lorsque les cadres contenus dans la hausse sont destinés à la production de miel, c'est le magasin à miel.
La ruche est composée d'un corps de ruche, dans lequel vit la colonie, où l'on trouve des cadres contenant couvain, miel et pollen (pain d'abeille) ; au-dessus, une hausse, généralement plus petite en hauteur, contenant les réserves de miel pour la ruche. Entre les deux, on pose une grille à reine (en) afin d'empêcher la reine de monter pondre dans la hausse.

Il convient de ne poser la hausse que lorsque les réserves de la ruche sont reconstituées après l'hiver : les abeilles remplissent alors les cadres de la hausse des excédents de récolte. En cas de récolte particulièrement abondante, il est possible d'ajouter une seconde hausse, ce qui évite que les butineuses ne viennent placer leur récolte en trop dans le corps de ruche, au détriment de la place allouée au couvain.

Le rajout d'une hausse à couvain et\ou de hausses à miel permet aussi d'éviter l'essaimage.

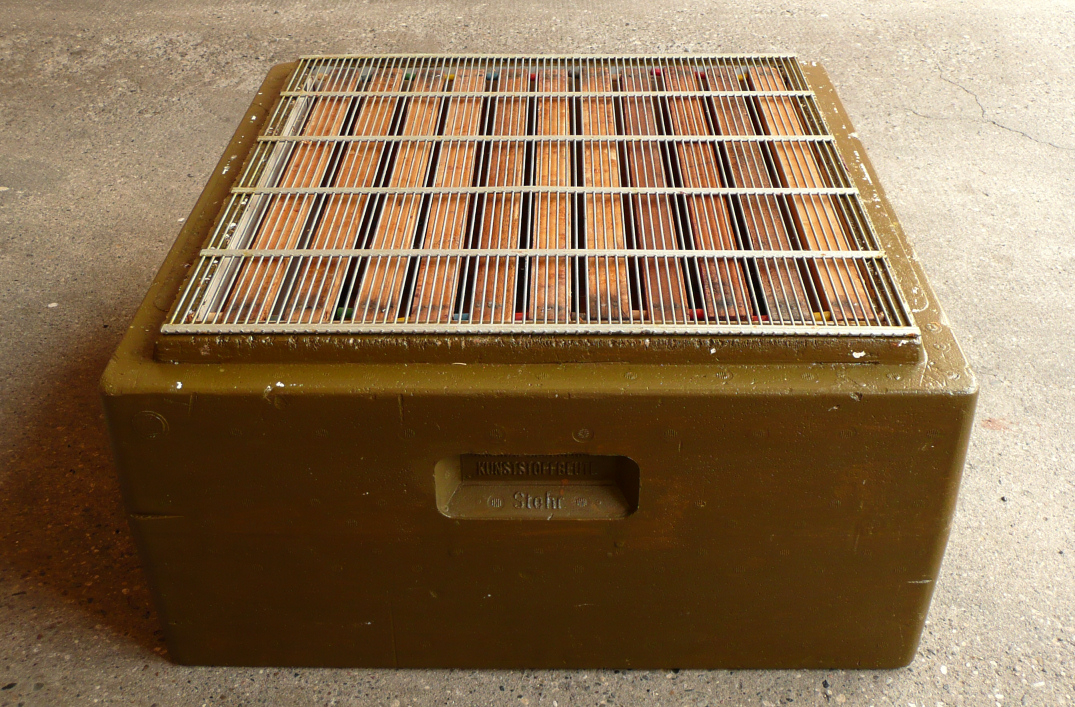
Corps de ruche et grille à reine
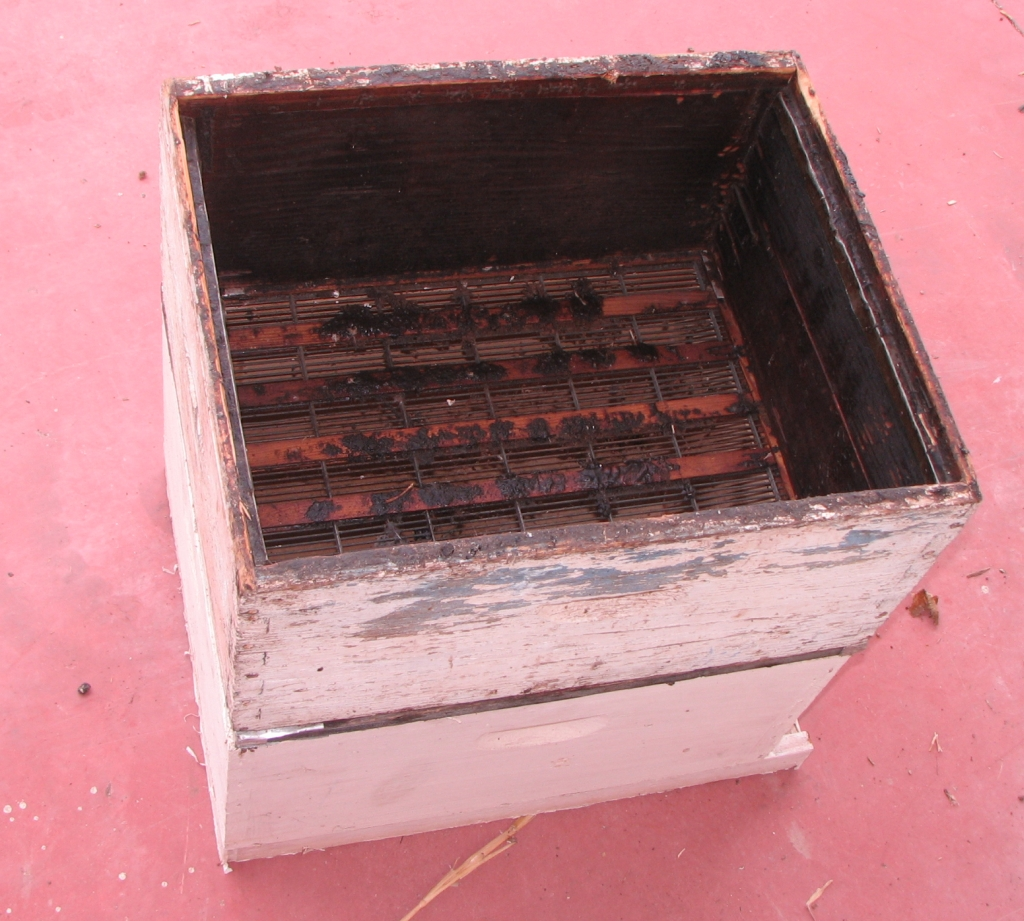
Hausse avant mise en place des cadres
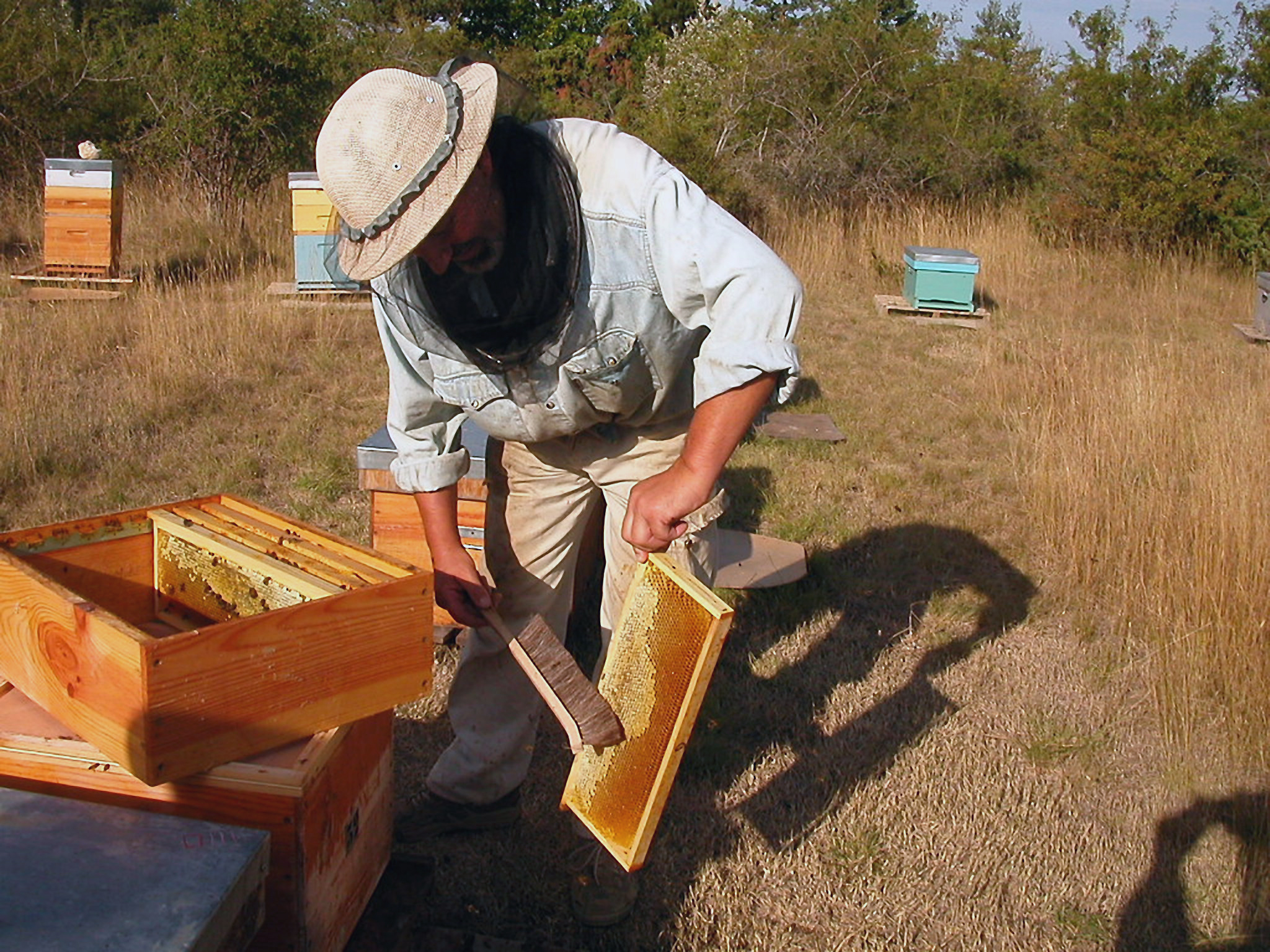
Récolte des cadres du magasin à miel
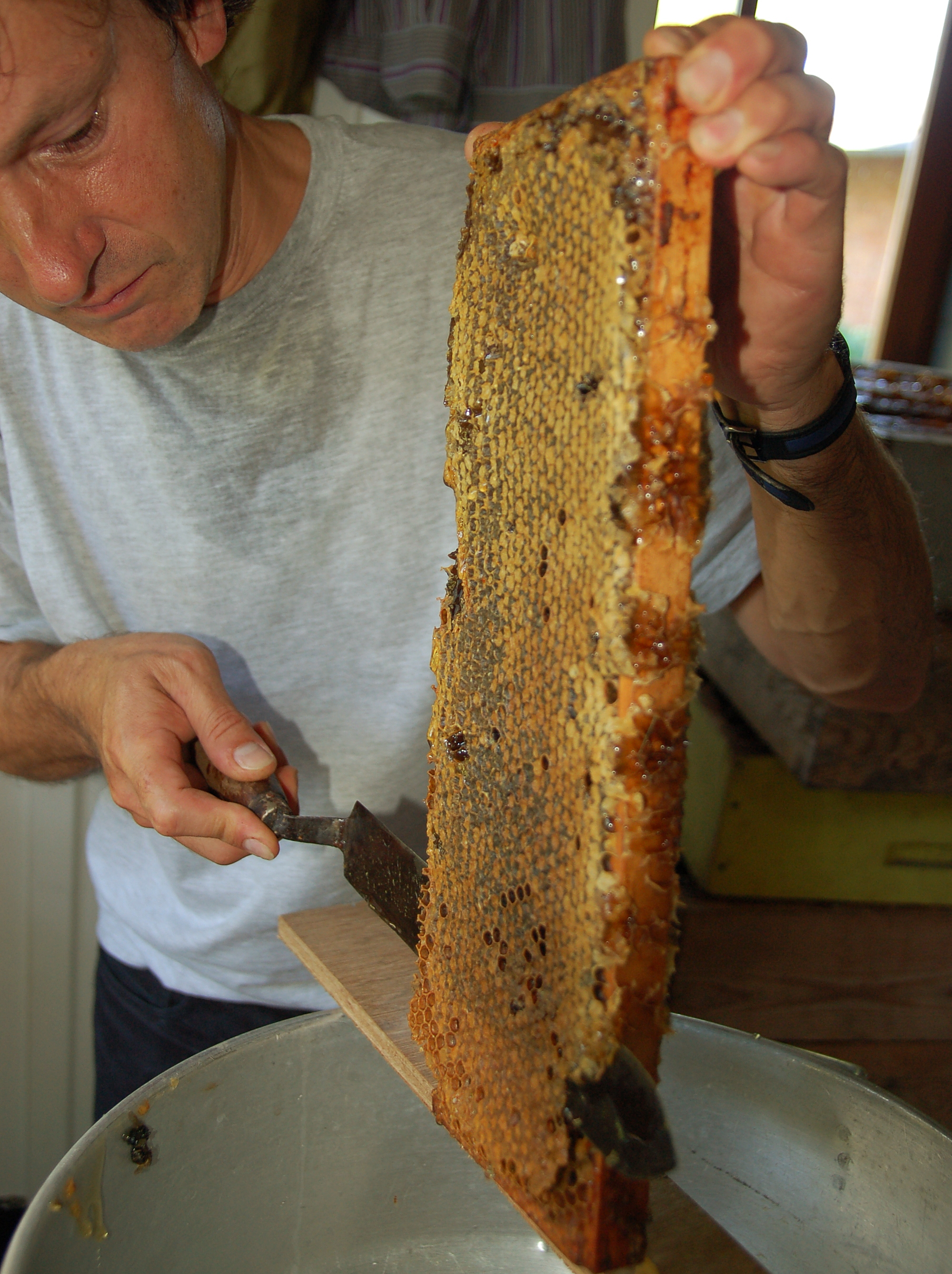
Désoperculation d'un cadre avant l'extraction du miel (en)